# Grindie
Grindie (también conocido como Brit-hop) es un género musical surgido en el año del 2006 en Estados Unidos y Reino Unido, se alía del género llamado UK Garage fusionándolo con el del indie rock y el grime, en muchas ocasiones ha alcanzado popularidad gracias a grupos como Hadouken!, Jamie T y Micachu & The Shapes.

## Artistas del género
- Hadouken!
- Santigold (ocasionalmente)
- Jamie T
- Bono Must Die
- Micachu & the Shapes
- Glamour for Better
- Test Icicles
- M.I.A. (en algunos materiales)
- The Clik Clik
- The Crinn